# Le Caviar rouge
Pour plus de détails, voir Fiche technique et Distribution.
Le Caviar rouge est un film franco-suisse réalisé par Robert Hossein d'après le livre de Robert Hossein et Frédéric Dard, paru aux éditions Fleuve noir. Le film est sorti en 1986.

## Synopsis
Le film relate les retrouvailles entre deux ex-agents secrets soviétiques, Alex (incarné par Robert Hossein) et Nora (jouée par son épouse, Candice Patou). L'intrigue tourne autour de la question de savoir si un des deux agents est celui qui aurait "donné" un de leurs collègues, Caïman. Les retrouvailles ont été voulues par leur ancien chef des services secrets qui est convaincu que c'est un des deux qui est responsable de la mort de Caïman, car c'est Nora qui avait "retourné" ce dernier, en usant de ses charmes. Cette opération commanditée avait été à l'origine d'une altercation puis de la rupture entre Alex et Nora, qui étaient à l'époque amants. Sept ans après cette rupture, au fil des échanges, l'amour entre les deux êtres renait peu à peu....

## Fiche technique
- Réalisateur : Robert Hossein
- Scénariste : Frédéric Dard et Robert Hossein d'après le roman de Frédéric Dard
- Musique : Jean-Claude Petit et Claude-Michel Schönberg
- Casting : Claudine Bonis
- Société de production :  Philippe Dussart, Slotint S.A. et Télévision suisse romande
- Genre : drame
- Durée : 92 minutes
- Date de sortie : 8 janvier 1986 en France

## Distribution
- Robert Hossein : Alex
- Candice Patou : Nora
- Ivan Desny : Yuri
- Maurice Aufair : Sibenthal
- Pierre Semmler : Le Caïman
- Bruno Todeschini